# Sp3
Транскрипционный фактор Sp3, принадлежащий к семейству Sp, регулирует транскрипцию генов, связываясь с регуляторными элементами GC- и GT-box. Отмечено, что Sp3 способен как стимулировать, так и подавлять гены. 

## Роль в заболеваниях
В одном исследовании отмечена повышенная экспрессия коротких форм Sp3 в роговицах, поражённых кератоконусом, ассоциированная с полной потерей экспрессии TrkA и снижением уровней NGF и p75(NTR). Поскольку экспрессия коротких изоформ Sp3 в человеческих роговичных кератоцитах приводит к снижению TrkA, авторы (Lambaise et al., 2005) предполагают, что дисбаланс изоформ Sp3 может сказываться на цепочке NGF и участвовать в патогенезе кератоконуса.